# Чучук
Чучу́к — високопоживна м'ясна страва киргизької кухні. Його готують зазвичай на великих святах, тоях, під час осіннього забою худоби.
Варити чучук слід обережно, при слабкому кипінні, на повільному вогні. Бульбашки, які з'являються під оболонкою ковбаси під час варіння, необхідно проколювати голкою, інакше оболонка може луснути. Варять чучук близько 1–1,5 години.
Способи приготування чучука, в основному однакові, але є і деякі, досить істотні, відмінності. Чучук бажано подати з гострим соусом і салатом із овочів.

## Кабирга чучук

### Інгредієнти
- кази (кінський підчеревний жир) — 300 гр,
- кабирга (ребро) — 1 шт.,
- кишка — 25–30 см,
- сіль,
- паприка,
- чорний перець,
- цибуля — 1 шт.,
- часник — 2–3 зубки,
- лавровий лист.

### Спосіб приготування
Кабирга чучук найчастіше готують на тоях і подають найповажнішим гостям.
Кабирга і кази посолити, посипати паприкою і чорним перцем, додати лавровий лист, цибулю, часник і на деякий час залишити маринуватися. У чисто промиту кишку на 3–4 см. Засунути кінець кабирга, зав'язати.
З іншого кінця кишку заповнити кази, попередньо посипавши його перцем, додати цибулю і часник, кінець скріпити паличкою. Обидва кінці з'єднати і зв'язати. Щоб увібралися сіль і прянощі, чучук залишити на 2–3 години.
Покласти готовий чучук в воду і варити 1,5–2 години. Подати з гострим соусом, салатом.

### Особливості приготування
Якщо кази мало, то замість нього можна використовувати сало з ребер із додаванням невеликої кількості здору — салом і м'ясом з ребер заповнити кишку, додати здір, часник, цибуля, зав'язати чучук з обох кінців і варити.